# 希尔斯滕·弗拉格斯塔
希尔斯滕·玛尔弗里德·弗拉格斯塔（挪威語：Kirsten Malfrid Flagstad，1895年7月12日－1962年12月7日），挪威歌剧演唱家。她被认为是她的时代最杰出的瓦格纳女高音演唱家之一，常被誉为“世纪之声”。她职业生涯中主要在大都會歌劇院表演，最重要的角色是《特里斯坦与伊索尔德》中的伊索尔德和《尼伯龙根的指环》中的布伦希尔德。她不仅掌握广泛的浪漫主义歌剧曲目，也通过录音和独唱会推广了挪威传统歌曲和宗教音乐。
弗拉格斯塔还是挪威国家歌剧院的第一任总管。

## 早年生活和职业生涯
弗拉格斯塔出生在挪威哈马尔她祖父母的家里，现在是希尔斯滕·弗拉格斯塔博物馆。尽管她从未在哈马尔实际居住过，但她一直认为那是自己的家乡。她在奥斯陆的一个音乐家庭中长大；她的父亲米凯尔是指挥家，母亲马娅是钢琴家。家中其他孩子也是音乐家：指挥家奥勒（Ole）、钢琴家拉塞（Lasse）和女高音演唱家卡伦-玛丽。

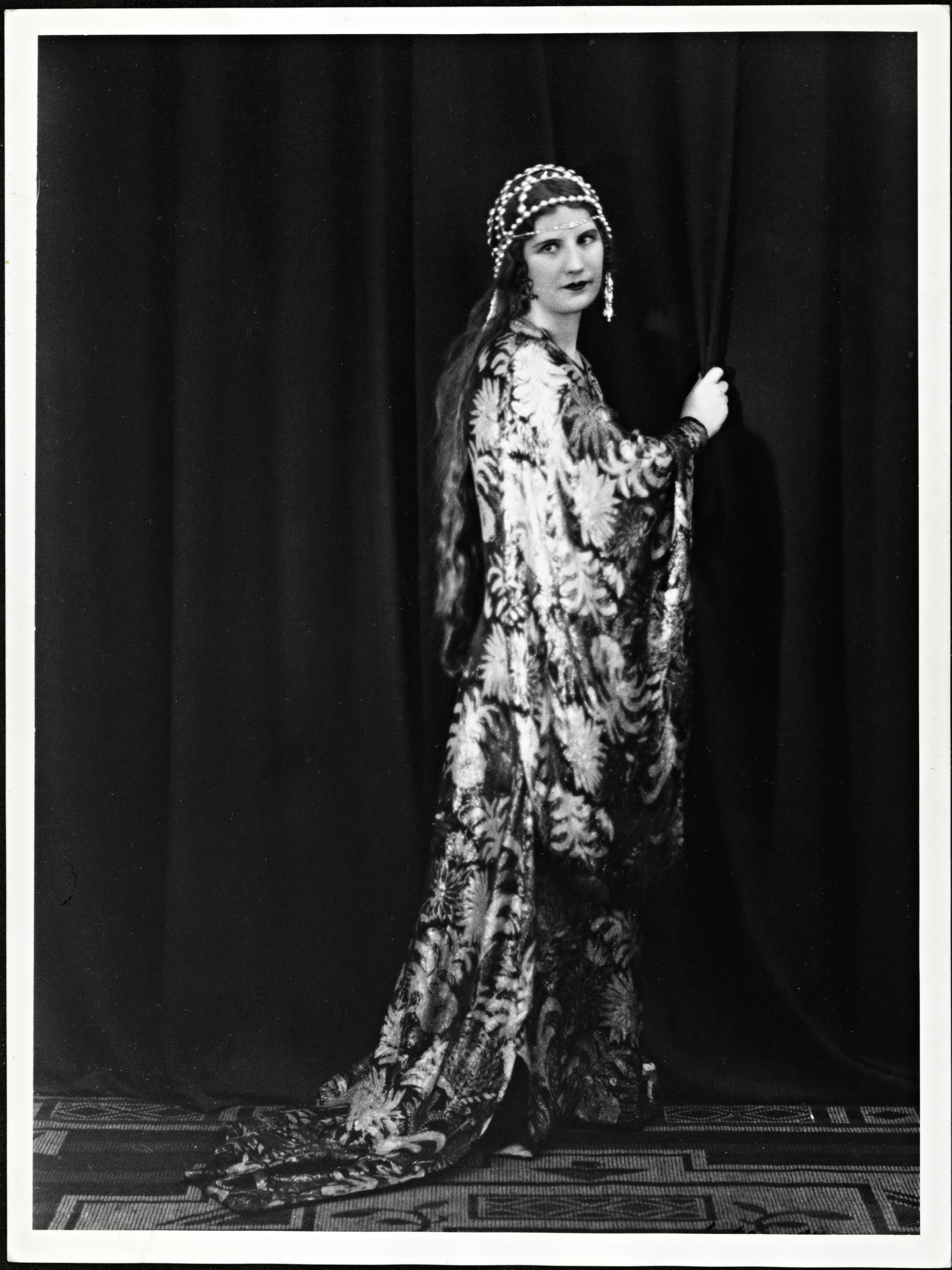
弗拉格斯塔饰黛丝德蒙娜

她在奥斯陆接受了早期的音乐训练，并于1913年在国家剧院首次登台，在欧根·达尔伯特的《低地》（德語：Tiefland）中扮演努里（Nuri）一角。她的第一张唱片是在1913年至1915年间录制的。在斯德哥尔摩跟随伊利斯·布拉特博士进一步学习后，她在挪威开始发展歌剧和轻歌剧的事业。1919年，她与她的第一任丈夫西居尔·霍尔（Sigurd Hall）结婚，一年后生下了她唯一的孩子，一个女儿，艾尔塞·玛丽·霍尔。同年晚些时候，她与奥斯陆新成立的歌剧院签约，由亚历山大·瓦尔奈（Alexander Varnay）和本诺·辛格（Benno Singer）指导。瓦尔奈是著名女高音演唱家阿斯特丽德·瓦尔奈的父亲。弗拉格斯塔快速学习的能力受到关注，她经常只用几天时间就能学习完一个角色。1921年，她在奥斯陆喜歌剧院与莱奥·斯莱察克同台对唱，扮演威尔第《奧泰羅》中的黛丝德蒙娜。她还演唱了普契尼《西部女郎》的咪妮、威尔第《假面舞会》的阿米莉亚，以及其他小角色。
1928年至1934年期间，她在瑞典哥德堡的斯托拉剧院演唱，并在那里首次演唱了韦伯《自由射手》中的阿加特。1930年，在尼尔森的《扫罗与大卫》的复演中，弗拉格斯塔演唱了米甲一角。1930年5月31日，她嫁给了她的第二任丈夫，挪威工业家和木材商亨利·约翰森（Henry Johansen），他随后帮助她扩大了她的事业。1932年，她首次在格奥尔格·弗里德里希·亨德尔的《罗德琳达》中扮演贝尔塔里多（Bertarido）。
在唱了十多年的轻歌剧和抒情角色（如《浮士德》中的玛格丽特）之后，弗拉格斯塔决定承担更重的歌剧角色，如托斯卡和阿依达。阿依达一角释放了弗拉格斯塔的戏剧能力。1932年，她在瓦格纳的《特里斯坦与伊索尔德》中扮演伊索尔德，似乎找到了她真正的声音。拜罗伊特的瑞典女高音埃伦·居尔布兰松劝说威妮弗雷德·瓦格纳让弗拉格斯塔参加拜罗伊特音乐节的试演。1933年，弗拉格斯塔演唱了一些小角色，但在1934年的下一个演出季，她在音乐节上演唱了《女武神》中的齐格琳德和《诸神的黄昏》中的古德倫，与扮演布倫希爾德的弗丽达·莱德对唱。

## 在大都会歌剧院和其他地方的职业生涯
弗拉格斯塔在1929年的斯堪的纳维亚之行中首次被时任大都會歌劇院董事会主席奥托·赫尔曼·卡恩注意到，歌剧院管理层很快就提出了要求。然而，他们的信件未得到回复。当时，弗拉格斯塔刚刚认识了她未来的第二任丈夫，甚至曾短暂考虑过完全放弃歌剧事业。然后，在1934年夏天，当大都会需要一个替代弗丽达·莱德的人时，弗拉格斯塔同意于1934年8月在圣莫里茨为指挥家阿图尔·博丹茨基和大都会总经理朱利奥·加蒂-卡萨扎试演，她立即被聘用。在离开圣莫里茨时，博丹茨基与弗拉格斯塔告别说：“一旦你学习完了这些角色（伊索尔德、三个布伦希尔德、《费德里奥》中的莱奥诺拉和《玫瑰騎士》中的元帅夫人），就来纽约。最重要的是，保持体重！你纤细、年轻的身材也是你被聘用的原因之一。”

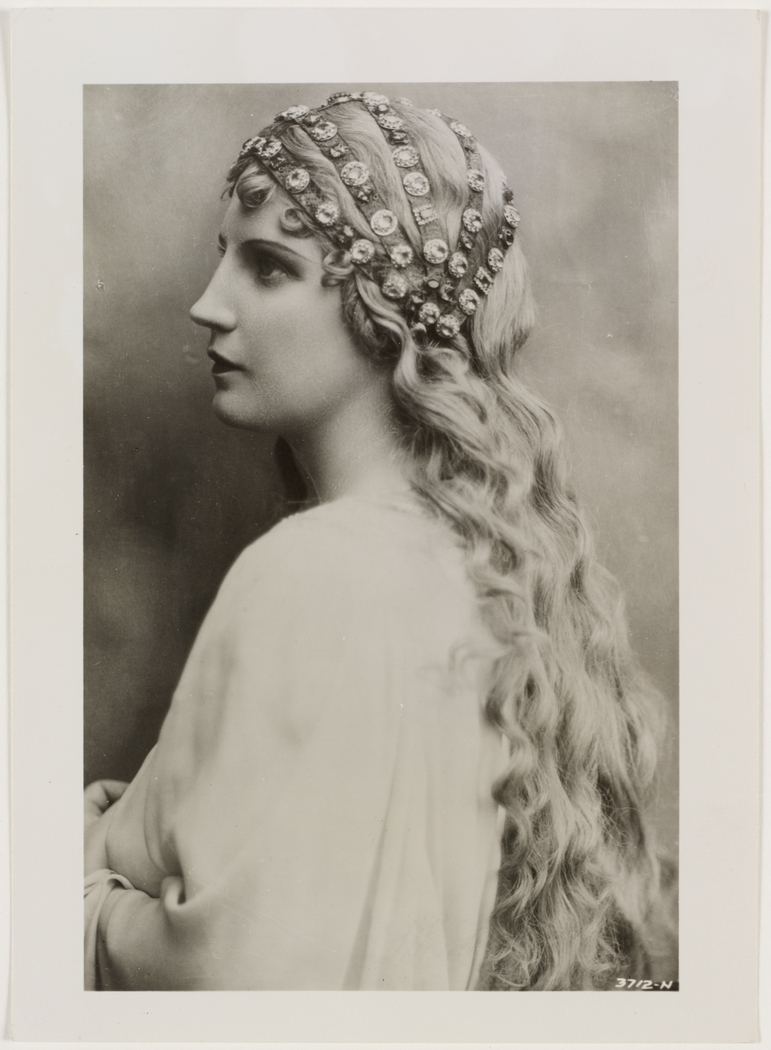
弗拉格斯塔饰埃尔莎

在大都会，弗拉格斯塔成为声乐教练赫尔曼·魏格特的学生，他指导她完成了她在剧团所有角色的训练。1935年2月2日下午，她在大都会的首演，即《女武神》中的齐格琳德，引起了轰动，尽管这并不是作为一个特殊事件来计划的。虽然经过几周的排练，大都会的管理层意识到弗拉格斯塔非同寻常，但他们还是决定进行低调的首次亮相。当时，弗拉格斯塔在美国并不出名。然而，这次演出在大都会的每周联合广播节目中向全国播出，当中场休息时，前大都会明星格拉汀·法拉丢弃了她准备好的笔记，难以相信她刚刚所听到的歌声，并屏息宣布一位新星刚刚诞生，这引来了之后对弗拉格斯塔洪水般的赞誉。几天后，她演唱了伊索尔德，当月晚些时候，她首次演唱了《女武神》和《诸神的黄昏》中的布伦希尔德。在演出季结束前，她又演唱了《罗恩格林》的埃尔莎、《唐豪瑟》的伊丽莎白，以及《帕西法尔》的昆德丽——她第一次演唱该角。几乎在一夜之间，她就确立了自己作为那个时代最杰出的瓦格纳女高音之一的地位。根据大多数评论家的看法，由于她独特的声音，她仍然是唱片中至高无上的瓦格纳戏剧女高音。有人说，她把大都会歌剧院从迫在眉睫的破产中拯救了出来。她的演出，在她在大都会的早期，有时一周有三到四场，票房一开售就迅速售罄。她对大都会的贡献不仅仅是票房收入；她在周六日场休息时向全国的广播听众发出的个人呼吁为大都会的金库带来了数千美元的捐款。《费德里奥》（1936年及以后）是她战前在大都会唯一的非瓦格纳角色。1935年，旧金山歌剧院的《指环》全剧中三个布林希尔德全部由她一人兼饰。1937年，她在芝加哥城市歌剧团首秀。
1936年和1937年，弗拉格斯塔在科文特花园皇家歌劇院与汤玛斯·比彻姆爵士、弗里兹·莱纳和威廉·富特文格勒等指挥家合作，演出了伊索尔德、布伦希尔德和《漂泊的荷兰人》的森塔等角色，在那里引起了与在纽约一样的热情。1938年，她还在澳大利亚巡演。1930年代中期，由于弗拉格斯塔在美国突然走红，好莱坞也试图利用她的热度来套现，她多次出现在NBC电台，与宾·克罗斯比参加广播节目《克拉夫特音乐厅》，并定期出现在CBS的《福特周日晚间秀》。尽管弗拉格斯塔对做明星或好莱坞合同本身并不感兴趣，但在1930年代后期，她确实曾前往好莱坞拍摄宣传照片、公开露面、在好萊塢露天劇場举办音乐会，并为好莱坞综艺节目选集《1938年广播大会》拍摄了布伦希尔德战歌的视频，在该节目中她被鲍勃·霍普介绍给美国电影观众。弗拉格斯塔和索尼娅·赫尼是唯一两个在好萊塢星光大道上拥有自己星形奖章的挪威人。
然而，她在大都会的职业生涯并非一帆风顺。弗拉格斯塔与男高音劳里茨·梅尔基奥尔有着长期的争执，因为梅尔基奥尔在纽约州罗切斯特的酒店套房里玩桥牌游戏时对弗拉格斯塔关于“愚蠢的宣传照片”的一些评论感到不满。在这场桥牌游戏中，弗拉格斯塔、梅尔基奥尔和他的妻子，以及埃德温·麦克阿瑟都在场。之后，梅尔基奥尔进一步煽风点火，坚持在两人一起演出时不让弗拉格斯塔单独谢幕。观众们不知道的是，尽管他们的表演很精彩，有时甚至是历史性的，但在接下来的两年里，两人在台下从未说过一句话。最后是弗拉格斯塔的丈夫亨利·约翰森让两人达成了和解。在指挥家阿图尔·博丹茨基去世后，弗拉格斯塔还与大都会的总经理爱德华·约翰逊发生了争执，当时她要求由她经常合作埃德温·麦克阿瑟指挥几场演出，而不是大都会的新指挥家埃里希·萊因斯多夫。弗拉格斯塔希望麦克阿瑟和她一起这样要求，因为她曾保护过他。约翰逊拒绝了这一要求，并不愿再听下去。不过，弗拉格斯塔确实达到了她的目的；她越过约翰逊，与大都会的董事会讨论了这个问题，包括RCA和NBC的创始人兼董事长大衛·沙諾夫，他安排了麦克阿瑟开始有限度地指挥大都会的演出。然而，她与约翰逊的关系同样得到了改善；就在弗拉格斯塔1941年离开大都会之前，在她第100次演出伊索尔德的当晚，她收到了100朵玫瑰，由梅尔基奥尔和约翰逊提供。

## 返回挪威
在收到一年半前返回挪威的丈夫反复发来的加密电报后，弗拉格斯塔不得不考虑在1941年离开美国。即使不考虑像她这样的名人离开美国前往被德国占领的挪威所带来的政治影响，这对她个人来说也是艰难的决定。她有许多朋友、同事，当然还有全美国的许多粉丝。更重要的是，她20岁的女儿艾尔塞已经嫁给了一个名叫阿瑟·杜森伯里（Arthur Dusenberry）的美国人，两人住在蒙大拿州博兹曼市的一个假日牧场。一年前在博兹曼的婚礼上，正是埃德温·麦克阿瑟为新娘送行。尽管如此，她不顾包括前总统赫伯特·胡佛在内的朋友和同事恳求她远离欧洲的建议，于1941年4月经里斯本、马德里、巴塞罗那、马赛和柏林回到了挪威。
尽管在战争期间，她只在瑞典和瑞士这两个没有被德国军队占领的国家演出，但这并没有缓和在接下来的几年中对她个人和职业造成伤害的舆论风暴。她的丈夫在战后因在占领期间涉及其木材生意的暴利行为而被捕。这次逮捕，加上她决定留在被占领的挪威，使她不受欢迎，特别是在美国。挪威大使和专栏作家沃尔特·温切尔都对她表示反对。1948年，她为犹太联合呼吁组织举办了几场慈善音乐会。弗拉格斯塔的丈夫亨利·约翰森死后，有人披露在占领期间他被盖世太保逮捕并被关押了八天。此外，约翰森第一次婚姻所生的一个儿子小亨利在整个战争期间一直是挪威地下组织的成员。

## 战后的职业生涯
弗拉格斯塔最终在大都会歌剧院新任总经理鲁道夫·宾的邀请下回到了大都会歌剧院，他的这一选择遭到了愤怒的批评，但他对此回应：“本世纪最伟大的女高音必须在世界最伟大的歌剧院演唱。”1947年科文特花园重新开放后，她也回到了皇家歌剧院（这是一个罕见的例外：战时关闭后，歌剧院处于严重的财政困难中，正试图建立一个由英国国民组成的剧团，主要用英语演唱，而不是请昂贵的客座明星）。在1948年至1952年的连续四个乐季中，她演唱了所有常规的瓦格纳角色，包括昆德丽和齐格林德。她在1948年进行了南美巡演，1949年返回旧金山，最后回到了大都会。在1950–51年的演出季中，尽管她已经年过半百，但在演唱伊索尔德、布伦希尔德和莱奥诺拉时仍表现出了非凡的状态。

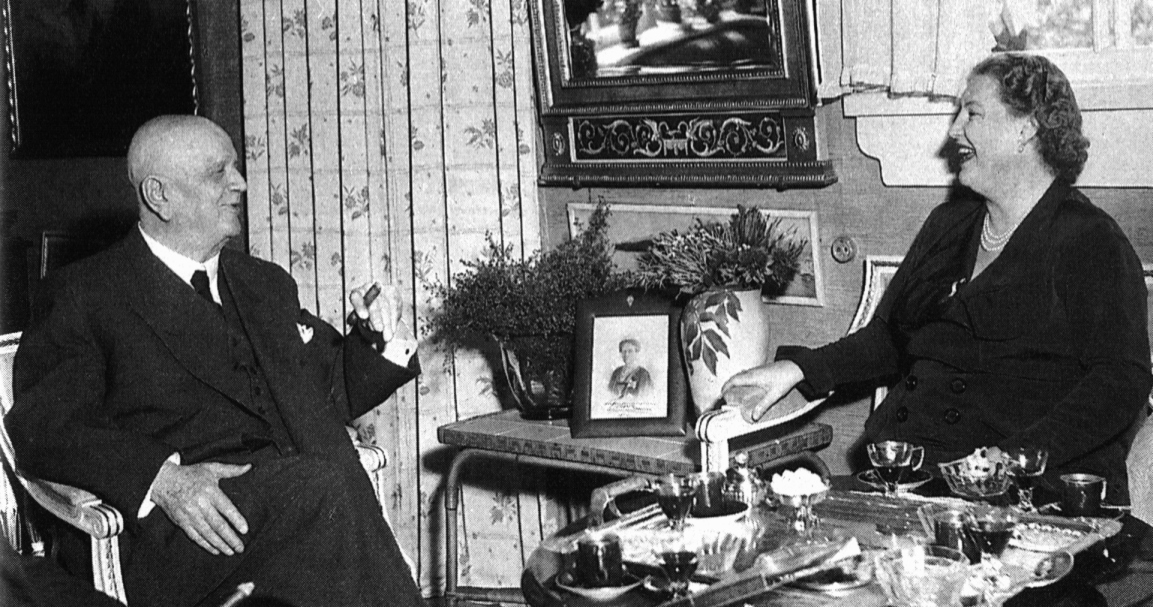
1952年6月，弗拉格斯塔拜访西贝柳斯家

虽然她在1951年初回到大都会时引发了热议，并成功地恢复了她的角色，但弗拉格斯塔决定这将是她在舞台上演唱瓦格纳的最后一年。战前她在大都会的那些年以来，她夜以继日地演唱那些耗时耗力的角色，体重也增加了不少。1950年，当她接受宾的邀请时，她觉得自己已经没有了年轻时的那种耐力。她还在1951年中期患上了髋关节炎（不得不在纽约咨询医生）；这使她难以在歌剧舞台上顺利表演，特别是在演唱瓦格纳时。1952年4月1日，大都会歌剧院举办了她的歌剧告别演出，不是饰演布伦希尔德或伊索尔德这些经典的瓦格纳女高音角色，而是格鲁克的《阿尔切斯特》中与标题同名的女主角，战时她在挪威学习了这一角色。在伦敦，她在美人鱼剧院（1951年不列颠节演出季）饰演珀塞尔的《蒂朵與艾尼亞斯》中的蒂朵（另一个最近学习的角色），她演唱的这个角色也存有录音（录音室），并于1953年1月由EMI发行（见：录音）。她的最后一次歌剧演出是1953年6月5日在奥斯陆扮演蒂朵。

## 最后四首歌
在战后的几年里，弗拉格斯塔还负责了理查德·施特劳斯《最后四首歌》的世界首演。施特劳斯在战后流亡瑞士期间写下了这些作品（和弗拉格斯塔一样，他也曾被诋毁为纳粹的合作者）。他打算让弗拉格斯塔首演这些作品，尽管主要不是因为她的声音。（这些歌曲更适合他作曲时一直设想的抒情女高音的声音，如伊丽莎白·舒曼和他的妻子保利娜·德阿娜。此外，施特劳斯多年来一直听到对弗拉格斯塔的赞扬，但自从在1933年拜罗伊特音乐节演出贝多芬第九交响曲中让她担任女高音独唱后，就再也没有听过她亲自演唱了。）这更多是出于对她所遭受的困难的同情。他给弗拉格斯塔写了一封信，信中附有他自己的作品集，他希望她能考虑将这些作品加入到她的曲目中，并要求她与“一流的指挥家和乐团”一起首演这四首新的管弦艺术歌曲，当时这些作品还在出版过程中。
弗拉格斯塔接受了这项委托，尽管施特劳斯没能活着听到首演。她没有选择麦克阿瑟作为指挥家（他虽然是一位优秀的钢琴伴奏者，但不被认为是“一流的”管弦乐指挥家），而是选择了威廉·富特文格勒（也在经历着战时指挥活动嫌疑的影响）；两人选择了华尔特·李格的爱乐乐团，他们都曾与该乐团合作愉快。1950年5月22日在伦皇家阿爾伯特音樂廳举行首演时，弗拉格斯塔已经快55岁了。此时，她的声音比在拜罗伊特为施特劳斯演唱时更暗、更重、更不灵活，而且她越来越不愿意冒险自由诠释谱面，这在两年后录制的《特里斯坦与伊索尔德》也有所体现；因此，《最后四首歌》并不适合她的条件，尤其是《春》、《九月》和《就寝的时候到了》，她感觉自己到了极限。事实上，《春》给她带来了很大的困难，以至于李格在宣传音乐会时，将施特劳斯的作品宣传为“三首带管弦乐团的歌曲”。在音乐会中，弗拉格斯塔迎难而上，将《春》纳入其中（但不包括最高音），而在《日暮之时》结束后，人们为纪念施特劳斯而恭敬地默哀。这场音乐会除了施特劳斯的歌曲外，还包括瓦格纳的歌剧选段（包括伊索尔德的《爱之死》和《诸神的黄昏》中布伦希尔德终曲），获得了好评；广播录制了弗拉格斯塔的这场音乐会，如今已作为商业录音发行。《九月》、《就寝的时候到了》和《日暮之时》正式被纳入弗拉格斯塔的曲目中，这些曲目在之后几年的音乐会上都有质量更好的录音；但她没有再唱《春》。

## 退休
从歌剧舞台上退休后，她继续举办音乐会和录制唱片——先是为EMI录制了《特里斯坦与伊索尔德》的第一张商业发行唱片，这是她对伊索尔德一角诠释的决定版；然后又为迪卡唱片录制了唱片。她甚至还录制了一些立体声唱片，包括与汉斯·克纳佩茨布施和乔治·索尔蒂指挥的维也纳爱乐乐团合作的瓦格纳歌剧节选。1958年，她在瓦格纳的《萊茵的黃金》中演唱了弗里卡一角，这是索尔蒂的《指环》全套立体声唱片的第一部分，由迪卡以密紋唱片和开盘带形式发行。她还花时间在挪威指导年轻歌手，包括女中音埃娃·古斯塔夫松。
从1952年她在大都会的告别演出左右开始，弗拉格斯塔去世前的10年间的健康状况不断恶化。她因各种疾病而进出医院的次数和时间都在增加。1958年，她甚至和一位采访者开玩笑说，奥斯陆医院已经是她的家了。从1958年到1960年，弗拉格斯塔担任挪威国家歌剧院的第一任总管。在她生命的最后几年里，她在挪威各地举办了许多慈善音乐会。
1960年，她被诊断出患有骨髓癌，并于1962年12月7日因病去世。应她的要求，她被埋葬在奥斯陆弗龙讷区西墓的一块无名墓中。她葬礼上最大的花束是劳里茨·梅尔基奥尔送来的。

## 曲目
弗拉格斯塔演唱了许多角色，特别是在她职业生涯的早期，在她作为瓦格纳戏剧女高音而闻名之前。以下是她的主要角色列表，其中有角色的首次亮相日期。
- 欧根·达尔伯特《低地》（德語：Tiefland）的努里，克里斯蒂安尼亚国家剧院，1913年12月12日
- 普朗凯特（英语：Robert Planquette）《科尔纳维勒的钟（英语：Les cloches de Corneville）》的热尔梅娜，克里斯蒂安尼亚国家剧院，1914年9月12日
- 瓦尔德马·特拉内（英语：Waldemar Thrane）《高山物语》（挪威語：Fjeldeventyret）的奥戈特，克里斯蒂安尼亚弗龙讷露天剧院，1915年6月23日
- 莱翁卡瓦洛《丑角》的内达，克里斯蒂安尼亚喜歌剧院（英语：Opera Comique (Oslo)），1919年3月23日
- 韦伯《阿布哈桑（英语：Abu Hassan）》的法蒂玛，克里斯蒂安尼亚喜歌剧院，1919年4月26日
- 冯·苏佩《美丽的加拉蒂亚（英语：Die schöne Galathee）》的Ganymed，克里斯蒂安尼亚喜歌剧院，1919年3月25日
- 威尔第《奧泰羅》的黛丝德蒙娜，克里斯蒂安尼亚喜歌剧院，1921年1月26日
- 威尔第《假面舞会》的阿米莉亚，克里斯蒂安尼亚喜歌剧院，1921年2月20日
- 让·吉尔贝特（英语：Jean Gilbert）《穿貂皮大衣的女人》（德語：Die Frau im Hermelin）的伯爵夫人玛丽安娜，克里斯蒂安尼亚马约尔剧院，1922年7月15日
- 卡尔曼（英语：Emmerich Kálmán）《荷兰姑娘（德语：Das Hollandweibchen）》的尤塔公主，克里斯蒂安尼亚马约尔剧院，1922年11月10日
- 爱德华·金内克（英语：Eduard Künnecke）《当爱觉醒》（德語：Wenn Liebe erwacht）的伯爵夫人弗兰切斯卡，克里斯蒂安尼亚马约尔剧院，1923年9月12日
- 卡尔曼《巴亚德尔（英语：Die Bajadere (operetta)）》的奥黛特·达里蒙德，克里斯蒂安尼亚马约尔剧院，1923年9月30日
- 迈克·克劳斯瑙伊-克劳斯（匈牙利語：Michael Krasznay-Krausz）《德高望重的女人》（德語：Eine Frau von Format）的伯爵夫人，赫尔辛基布伦斯歌剧院（芬蘭語：Brunns Operett），1928年6月17日
- 卡尔曼《伯爵夫人玛丽察（英语：Countess Maritza）》的伯爵夫人玛丽察，赫尔辛基布伦斯歌剧院，1928年7月26日
- 韦伯《自由射手》的阿加特，哥德堡斯托拉剧院（英语：Stora Teatern），1928年10月4日
- 尼尔森《扫罗与大卫（英语：Saul og David）》的米甲，哥德堡斯托拉剧院，1928年11月29日
- 威尔第《阿依達》的阿依达，哥德堡斯托拉剧院，1929年3月7日
- 瓦格纳《罗恩格林》的埃尔莎，克里斯蒂安尼亚国家剧院，1929年6月14日
- 普契尼《托斯卡》的托斯卡，克里斯蒂安尼亚国家剧院，1929年6月28日
- 克热内克《容尼奏乐（英语：Jonny spielt auf）》的阿妮塔，哥德堡斯托拉剧院，1931年4月10日
- 雅罗米尔·魏因贝格尔《风笛手什万达（英语：Schwanda the Bagpiper）》的多萝特卡，哥德堡斯托拉剧院，1931年12月3日
- 亨德尔《罗德琳达（英语：Rodelinda (opera)）》的罗德琳达，哥德堡斯托拉剧院，1932年2月16日
- 瓦格纳《特里斯坦与伊索尔德》的伊索尔德，克里斯蒂安尼亚国家剧院，1932年6月29日
- 瓦格纳《纽伦堡的名歌手》的埃娃，克里斯蒂安尼亚国家剧院，1933年6月7日
- 瓦格纳《女武神》的欧特琳德，拜罗伊特音乐节，1933年7月25日
- 瓦格纳《诸神的黄昏》的第三诺恩女神，拜罗伊特音乐节，1933年7月28日
- 瓦格纳《女武神》的齐格琳德，布鲁塞尔皇家铸币局剧院，1933年5月24日
- 瓦格纳《诸神的黄昏》的古德伦，拜罗伊特音乐节，1934年7月29日
- 瓦格纳《唐豪瑟》的伊丽莎白，哥德堡斯托拉剧院，1934年10月5日
- 贝多芬《费德里奥》的莱奥诺拉，哥德堡斯托拉剧院，1934年12月10日
- 瓦格纳《女武神》的布伦希尔德，纽约大都會歌劇院，1935年2月15日
- 瓦格纳《诸神的黄昏》的布伦希尔德，纽约大都会歌剧院，1935年2月28日
- 瓦格纳《帕西法尔》的昆德丽，纽约大都会歌剧院，1935年4月17日
- 瓦格纳《漂泊的荷兰人》的森塔，纽约大都会歌剧院，1937年1月7日
- 韦伯《奥伯龙（英语：Oberon (Weber)）》的雷扎，蘇黎世歌劇院，1942年5月30日
- 格鲁克《阿尔切斯特（英语：Alceste (Gluck)）》的阿尔切斯特，苏黎世歌剧院，1943年5月23日
- 珀塞尔《蒂朵與艾尼亞斯》的蒂朵，伦敦美人鱼剧院（英语：Mermaid Theatre），1951年9月9日

## 遗产

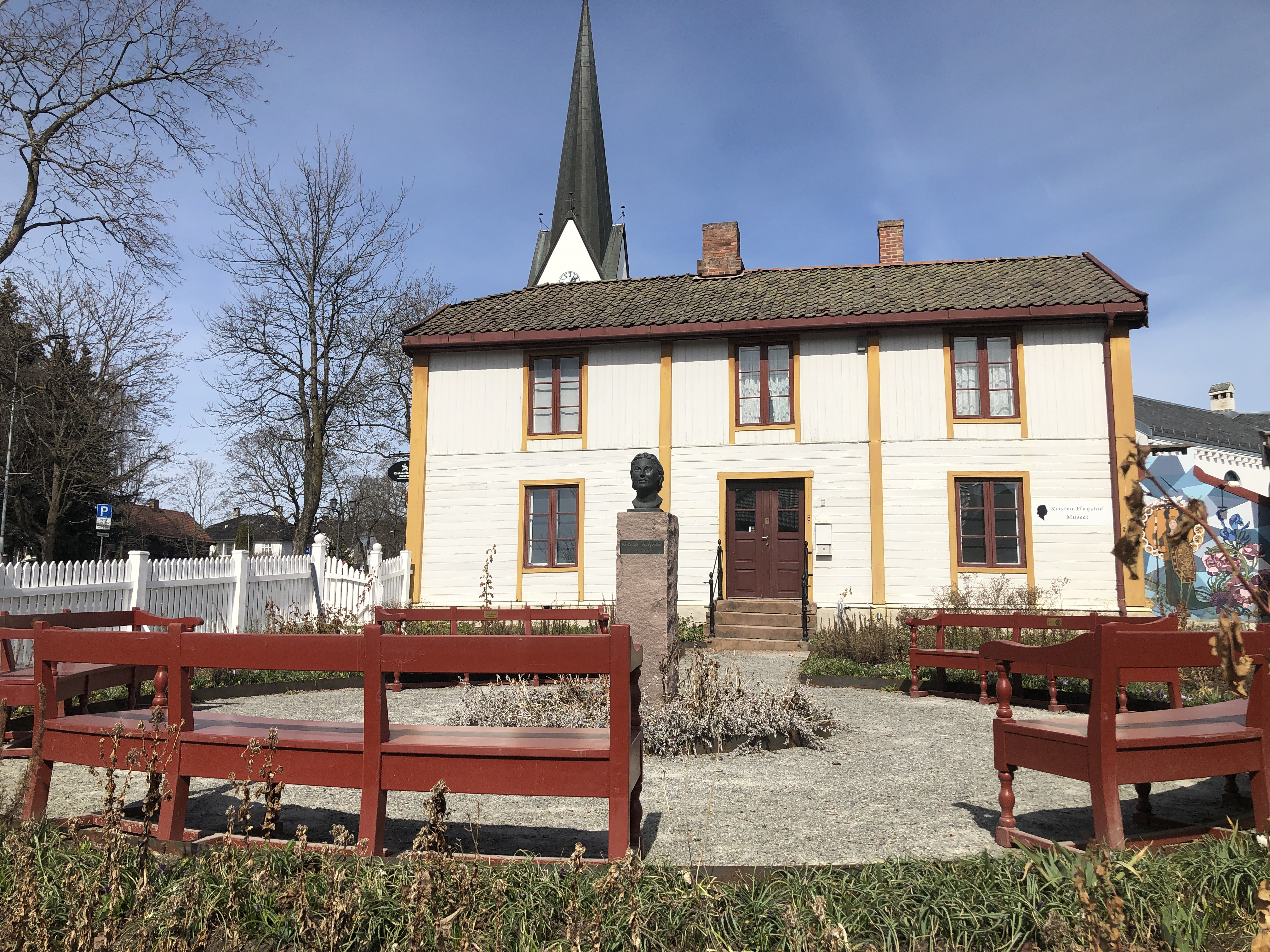
哈马尔的希尔斯滕·弗拉格斯塔博物馆

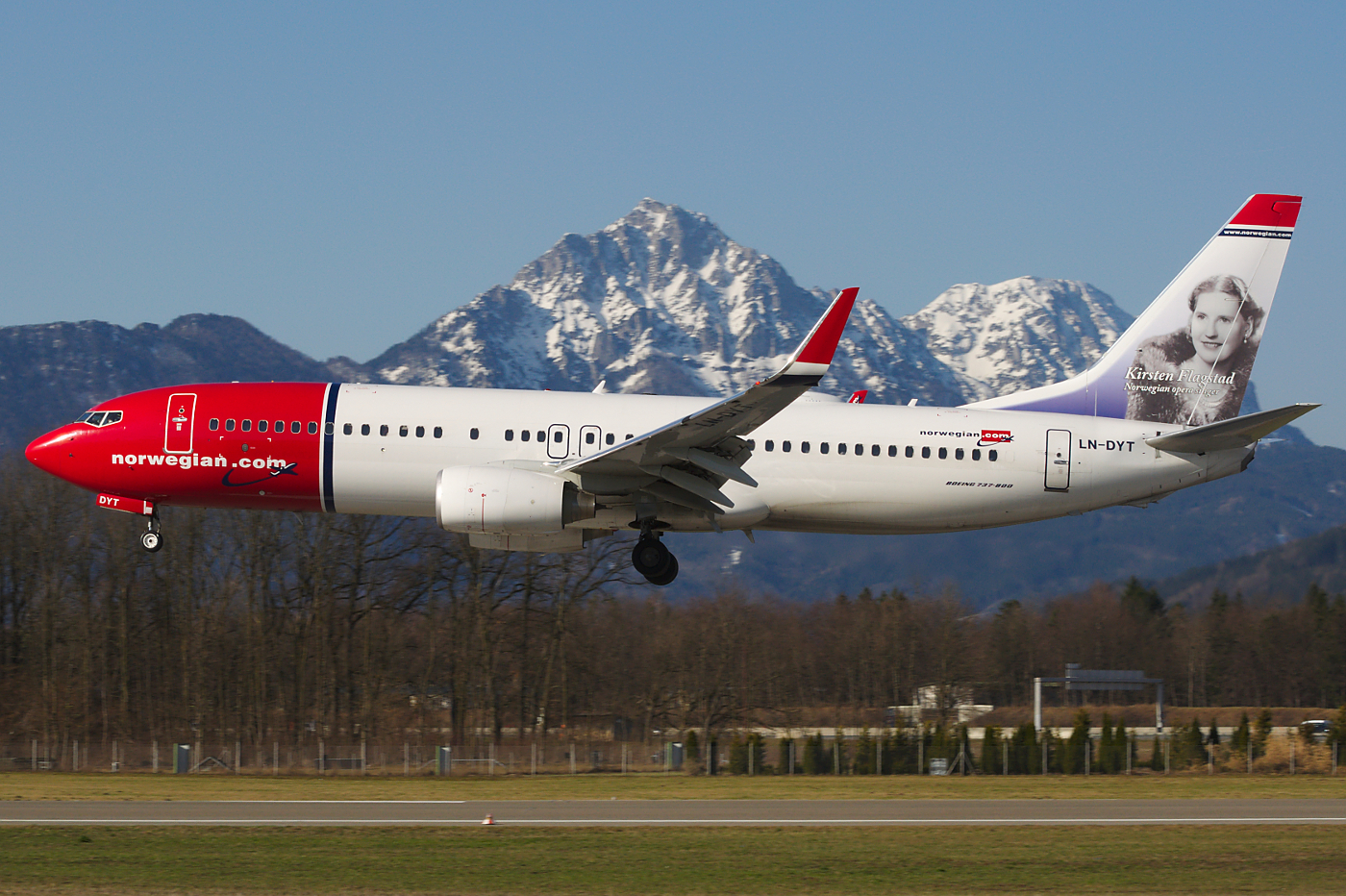
挪威穿梭航空的一架飞机上印有弗拉格斯塔的画像

位于挪威哈马尔的希尔斯滕·弗拉格斯塔博物馆有许多歌剧文物的私人收藏。弗拉格斯塔的服装引起了人们的特别关注，其中包括从大都会歌剧院档案馆借来的几套。她的肖像出现在挪威的100克朗钞票上，也出现在挪威穿梭航空班机的机尾。
歌剧评论家哈罗德·C·勋伯格在《纽约时报》弗拉格斯塔的讣告中写道：“她的声音！该如何描述？是巨大的，但听起来并不巨大，因为它从未被过分突出，或离开它应该在的位置。它有一种相当凉爽的银色品质，而且是以乐器的方式处理的，几乎就像一把巨大的小提琴奏出连奏的乐句。”德斯蒙德·肖-泰勒则在《新格罗夫歌剧辞典》中这样写道：“在人们的记忆中，没有人能够在线条和音调的纯粹美感和一致性方面超过她。”令人难以置信的是，从1935年到1941年，弗拉格斯塔在大都会的舞台上演唱了70次伊索尔德这个角色，使《特里斯坦与伊索尔德》成为大都会歌剧院历史上最卖座的剧目之一。其中有九场是周六午后场的广播演出。

## 录音
在她的众多录音中，与富特文格勒合作的《特里斯坦与伊索尔德》全剧被认为是她成熟的诠释艺术的最佳代表，被广泛认为是有史以来最伟大的录音之一。在她的职业生涯中，她录制了许多艺术歌曲，尤其是格里格的，这些都证明了她的声音在多年的舆论风口上保持着稳定的美。Simax厂牌分卷发行了她的录音全集。
她战前的录音显示了她的声音最新鲜的光彩和清晰度，包括瓦格纳、贝多芬的咏叹调和格里格歌曲，以及与劳里茨·梅尔基奥尔合作的《罗恩格林》、《帕西法尔》和《特里斯坦与伊索尔德》中的二重唱。这些唱片已经由RCA Victor以及拿索斯、Preiser和Romophone等厂牌重新发行了CD。
许多大都会歌剧院的广播录音也幸存下来，并在收藏家中流传，在21世纪初还被制成了CD。这些包括：
- 《女武神》：第一幕和第二幕片段，来自她1935年的首秀广播；1937年（饰齐格琳德）和1940年[31]
- 《特里斯坦与伊索尔德》：1935年、1937年和1940年的演出全部有录音[32][33]
- 《唐豪瑟》：1936年与梅尔基奥尔和蒂贝特（英语：Lawrence Tibbett）的合作；以及1939年、1941年的录音（后者有大都会歌剧院官方发行的密纹唱片）[34]
- 《齐格弗里德》：1937年，与梅尔基奥尔和弗里德里希·绍尔（英语：Friedrich Schorr）的合作（拿索斯和Guild发行）[35]
- 《罗恩格林》：1937年与勒内·迈松（英语：René Maison）的合作
- 《费德里奥》：1941年，布鲁诺·瓦尔特指挥（拿索斯发行）[36]
- 《阿尔切斯特》：1952年（Walhall发行）[37]

二战后，她有许多重要的录音室录音，包括：
- 瓦格纳选段，包括《齐格弗里德》最后的二重唱（Testament发行CD，版权来自EMI）[38]
- 《诸神的黄昏》：最后场景，威廉·富特文格勒指挥（EMI）[39]
- 《特里斯坦与伊索尔德》全剧：富特文格勒指挥（EMI）[40]
- 挪威艺术歌曲（EMI）[41]
- 《尼伯龙根的指环》：1950年，富特文格勒指挥斯卡拉大劇院，与洛伦茨、斯万霍尔姆（英语：Set Svanholm）和弗朗茨（英语：Ferdinand Frantz）的合作[42]
- 《诸神的黄昏》：1955年，厄伊温·菲耶尔斯塔（英语：Øivin Fjeldstad）指挥，与英格丽德·比约纳（英语：Ingrid Bjoner）和斯万霍尔姆的合作（Urania和Walhall发行）[43]

也许她最著名的歌剧录音仍然是1952年与富特文格勒合作的《特与伊》，这张唱片从未绝版过。EMI和拿索斯等公司都发行了同一录音。因为她已经57岁了，她不确定自己是否有能力达到第二幕的最高C音，所以同意由伊丽莎白·施瓦茨科普夫为此提供她的声音。另外两个值得注意的特里斯坦是两场现场演出：1936年5月18日和6月2日的伦敦演出，由梅尔基奥尔演唱特里斯坦，埃马努埃尔·利斯特演唱马克国王，萨拜因·卡尔特演唱布兰甘特，赫伯特·扬森演唱库文纳尔，弗里兹·莱纳指挥伦敦爱乐乐团；1948年8月20日的布宜诺斯艾利斯哥伦布剧院演出，由斯万霍尔姆演唱特里斯坦，路德维希·韦伯演唱马克国王，维奥丽卡·乌尔苏莱亚克演唱布兰甘特，汉斯·霍特尔演唱库文纳尔，埃里希·克莱伯指挥。
有两场现场音乐会具有特殊的历史意义：
- 理查德·施特劳斯《最后四首歌》的世界首演，以及《特里斯坦与伊索尔德》和《诸神的黄昏》选段，富特文格勒指挥爱乐乐团，1950年5月22日于伦敦（Testament发行）[19]
- 美国的告别演出，麦克阿瑟指挥Symphony of the Air，1955年3月20日于卡内基音乐厅（包括《女武神》第一幕选段、《诸神的黄昏》最后场景、《特与伊》的爱之死，以及魏森東克之歌）[46]

此外：
- 弗拉格斯塔1951年在伦敦美人鱼剧院出演珀塞尔的《蒂朵与艾尼亚斯》有相同阵容（包括导演）的录音室版本，除了侍女贝琳达原本由玛吉·泰特（英语：Maggie Teyte）演唱，录音室中为施瓦茨科普夫，（HMV ALP 1026，EMG评论1953年1月）。[47]Walhall厂牌发行了一份与泰特合作的现场录音。[48]
- 她也延长了《阿尔切斯特》的告别演出（意大利语原版由杰兰特·琼斯编辑）与拉乌尔·约宾（Raoul Jobin）、亚历山大·扬（英语：Alexander Young (tenor)）、马里昂·洛（Marion Lowe）、托马斯·赫姆斯利（Thomas Hemsley）、琼·克拉克（Joan Clark）、罗斯玛丽·塞耶（Rosemary Thayer）、杰兰特·琼斯乐团和合唱团录制（她的部分录制于1956年4月28日、4月30日和5月1日）。[49]

1956年，她将录制业务转到了迪卡，在她职业生涯的秋天，她又在那里录制了一些重要的录音室唱片：
- 格里格、西贝柳斯、勃拉姆斯等的几张专辑，管弦乐团或钢琴伴奏[50]
- 赞美诗（传统挪威语赞美诗）[51]
- 瓦格纳咏叹调与克纳佩茨布施（立体声）的合作[52]
- 《女武神》第一、三幕（分别饰演齐格琳德和布伦希尔德），以及第二幕中的布伦希尔德/齐格蒙德二重唱（这些由克纳佩茨布施和索尔蒂指挥，为迪卡的《指环》全剧项目做准备）[53]
- 她在1958年的迪卡《莱茵的黄金》中扮演弗里卡的告别演绎[54]

几乎在她生命的最后阶段，弗拉格斯塔仍然保持着良好的嗓音，尽管她越来越多地演唱女中音的音乐材料，或以女中音音域演唱。除了《莱茵的黄金》中的弗里卡（女中音角色）之外，迪卡公司还计划让她在《指环》全剧中扮演《女武神》的弗里卡和《诸神的黄昏》的瓦尔特洛德（最终，这两个角色都由克里絲塔·路德維希演唱），并且还准备录制勃拉姆斯的《四首严肃歌曲》和《女中音狂想曲》；这些计划在她最后病逝后才不得已被搁置，这也证明了她一贯出色的歌唱能力，以及她到最后都被唱片公司和公众所尊重和爱戴。

## 进一步阅读
- Liese, Kirsten, Wagnerian Heroines. A Century Of Great Isoldes and Brünnhildes, English translation: Charles Scribner, Edition Karo, Berlin, 2013. OCLC 844683799